# بابلو هورتادو
بابلو هورتادو (بالإسبانية: Pablo Hurtado)‏ هو دراج كولومبي، ولد في 27 مارس 1932 في إدارة بوياكا في كولومبيا.

## وصلات خارجية
- بابلو هورتادو على موقع أرشيف الدراجات (الإنجليزية)
- بابلو هورتادو على موقع إحصائيات الدراجات الإحترافية (الإنجليزية)
- بابلو هورتادو على موقع أوليمبيديا (الإنجليزية)